# Tommaso Tamburino
Tommaso Tamburini o Tamburino (Caltanissetta, 6 marzo 1591 – Palermo, 10 ottobre 1675) è stato un gesuita e filosofo italiano.

## Biografia
Tommaso Tamburino era figlio del giudice Fabrizio e di Agata Adelicia Tramontana. Entrò nella compagnia di Gesù a quindici anni, restò a Caltanissetta dopo aver ricevuto gli ordini, successivamente fu incaricato dell'insegnamento di retorica, di filosofia e di teologia sistematica nel locale collegio gesuitico. A trent'anni fu trasferito nel collegio di Messina per insegnare teologia morale e a quarantacinque anni passò in quello di Palermo. Resse i collegi gesuitici di Caltanissetta, Monreale e Palermo. Fu esaminatore delle curie arcivescovili di Palermo e Monreale, consigliere e qualificatore nel Sant'Uffizio della Inquisizione spagnola, ossia di esaminatore dei reati prima della loro attribuzione alla competenza dell'Inquisizione.
Tommaso Tamburini durante un soggiorno romano, quale rappresentante della provincia gesuitica siciliana alla undicesima congregazione generale della compagnia di Gesù, conobbe lo scultore Johann Friedrich Greuter, che in quel periodo lavorava per la casa generalizia dei gesuiti. Il teologo siciliano, apprezzandone le doti, gli affidò l'incarico di incidere le immagini della Madonna. Realizzava finalmente il progetto, da qualche anno vagheggiato, di dare alle stampe le notizie preparate dal confratello Ottavio Gajetano, riguardanti appunto i luoghi del culto mariano nell'isola, facendo illustrare l'opera con tavole riproducenti le relative icone della Madonna.
Così accanto all'imponente produzione filosofica del Tamburini, restano anche due edizioni, una in latino ed una in volgare, di un volume con 36 incisioni del ‘600, di raro pregio per la raffinatezza dei disegni di Greuter; l'opera non fu firmata dal gesuita. Di queste due edizioni si trovano rari esemplari che, per le limitazioni derivanti dall'esaurimento delle "matrici", sono, per buona parte, prive delle pagine in cui sono stampate le incisioni.
Tamburini fu autore anche di una importante traduzione italiana del De consolatione philosophiae di Boezio pubblicata a Palermo dallo stampatore Giuseppe Bisagni. Tamburini incluse in calce alla propria traduzione anche le poesie tolte dalle migliori versioni di Boezio: quelle di Tanzo, Varchi e Bartoli.

## Pensiero
Il gesuita siciliano nella conoscenza del peccato attribuisce importanza primaria alla cognitio singulorum cioè alla capacità di valutazione dei singoli. Diverso è, infatti, il peso delle colpe a seconda se a commettere l'infrazione è l'individuo colto oppure l'ignorante. Nel primo prevale la vis ratiocinandi (forza della ragione) e nel secondo la vis sentiendi (forza del sentimento). Ancora differenza c'è tra l'actio humana e l'actio hominis essendo la prima compiuta in perfetta consapevolezza, mentre nella seconda la coscienza è spesso condizionata dal patire passionale, che può essere violentum, coactum, necessarium (violento, costretto, necessario), venendo così a mitigare la colpa.
Nel trasporto passionale c'è dell'involontario, spesso frutto di ignoranza che rende la coscienza erronea. Il tutto si traduce in una interpretazione benignista della epieìcheia (prudenza), riprendendo in un certo modo la tradizione tomista. A sostenere questa intensa produzione sul probabilismo, col rientro da Palermo a Genova di Diana, rimase il Tamburino, le cui opere ebbero ampia diffusione in tutta Europa, dalla metà del Seicento fino al riconoscimento della validità delle tesi probabiliste ad opera di S. Alfonso de' Liguori che con la sua Theologia Moralis mise sostanzialmente fine al rigorismo giansenista.
Il probabilismo del Tamburini incontrò ostilità negli ambienti religiosi più vicini al rigorismo dei giansenisti. A contrastare le tesi del probabilismo i più influenti furono i domenicani francesi, che spinsero il cardinale Retz, a farsi portavoce presso la Santa Sede per l'emanazione di un provvedimento di condanna. Nel 1665, papa Alessandro VII, sollecitato più volte, condannò il lassismo, dottrina più radicale del probabilismo.
Nel 1679, un'altra condanna del lassismo veniva promulgata da papa Innocenzo XI, quattro anni dopo la morte del Tamburini. Però questa volta il gesuita siciliano non subiva sanzioni ad personam, così Tommaso Tamburini passò alla storia della teologia morale, come padre della probabilità tenue. Con esso si chiuse il periodo d'oro della esportazione della cultura teologica siciliana. Nel 1753 fu sancita la completa riabilitazione del gesuita siciliano con la pubblicazione di Verità Vindicata che Carlo Niceti diede alle stampe a Roma.

## Opere
(Confronta anche la "voce Tommaso Tamburini" in lingua inglese.)
Gli scritti di teologia morale del Tamburini sono stati riuniti nella Opera Omnia, edita più volte in Italia e all'estero dal 1689.
- Methodus Expeditae Confessionis (1647)
- Opuscola Tria de Confessione, Comunione et Sacrificio Missae (1649)
- Expedita Decaloghi Explicatio. Libris decem digesta (1654)
- De Sacrificio Missae Expedite Celebrando. Libri tres. (1656)
- Juris Divini. Naturalis et Ecclesiastici Expedita Moralis Explicatio, Complectens Tractationes tres, de Sacramentis, quae sunt de Jure Divino, de Contrattibus, quos dirigit Jus Naturale, de Censuris et Irregularitate, quae sunt de Jure Ecclesiastico. (1661)
- Tractatus de Bulla cruciata. (1663)
- Sanctissimae Deiparae Cultus in Sicilia. (Nomen sublatum) (et 1663)
- Ragguagli delli Ritratti della SS. Vergine Nostra Signora più celebri, che si riveriscono in varie Chiese nell'isola di Sicilia. Opera postuma del R. P. Ottavio Cajetano della Compagnia di Gesù. Trasportato nella lingua volgare. (1664)
- Germana Doctrina R. P. Thomae Tamburini S. J. perspicue refellens impugnationes R. P. Vincentii Baronii adversus illam allatas. (1666)
- Tractatus in Quinque Ecclesiae Praecepta. (1694) [opera postuma]
- Tractatus de Jubileo Manoscritto. (senza data)
- Additamentum continens aliquot epistolas, et levem vindicationem contra Joannem Sinichium hybernum authorem libri Saul et Rex. Manoscritto. Bibl.Naz.Roma. Fondo Gesuitico, ms.1236, cc278r-301v. (senza data)

### Traduzioni
- Del conforto della filosofia libri cinque d’Anicio Manlio Torquato Seuerino Boetio, dalla latina alla lingua italiana trasportati dal P. Tomaso Tamburino della Compagnia di Giesù, Palermo, per Giuseppe Bisagni, 1657 (online)
- L'Anno dei Giorni Memorabili, scritto dal P. Gio. Nadasi della Compagnia di Gesù. (senza data)